# Шахт-Аудорф
Шахт-Аудорф (нім. Schacht-Audorf) — громада в Німеччині, розташована в землі Шлезвіг-Гольштейн. Входить до складу району Рендсбург-Екернферде. Складова частина об'єднання громад Айдерканаль.
Площа — 6,52 км2. Населення становить 4887 ос. (станом на 31 грудня 2020).